# Union générale
L'Union générale è stata una banca d'affari cattolica francese fondata nel 1878 da Paul Eugène Bontoux e fallita repentinamente nel 1882 con gravi conseguenze economiche e sociali.

## Storia
Il fondatore della banca fu Paul Eugène Bontoux (1820-1904), un ingegnere francese che a partire dal 1860 aveva diretto compagnie ferroviarie nell'Impero austro-ungarico, fra cui la Ferrovia Trieste-Vienna di proprietà dei Rothschild. Ritornato in Francia aveva avuto successo nel 1874 con la creazione di una società finanziaria per l'acquisto e la gestione di miniere di lignite in Austria; era stato infine eletto al parlamento francese nel collegio di Gap nelle elezioni del 1877, ma l'elezione era stata poi invalidata per brogli.
L'Union générale venne fondata a Lione da Bontoux nel 1879 come una banca d'affari avente come obiettivi soprattutto il finanziamento e la gestione di nuove linee ferroviarie nei Balcani. Dal punto di vista del diritto societario, l'Union générale era una société anonyme, corrispondente grosso modo a una attuale società per azioni, con un capitale sociale di 25 milioni di Franchi Francesi (FF) e un valore nominale di ciascuna azione di 500 FF. Acquirenti delle azioni furono soprattutto cattolici e legittimisti, residenti nella regione Rodano-Alpi attorno a Lione e a Saint-Étienne, convinti che le azioni dell'Union générale fossero «un buon affare e un'opera pia». Fra gli acquirenti vi erano numerosi sacerdoti e la stessa Santa Sede, poiché il cardinale segretario di Stato di papa Leone XIII, Ludovico Jacobini, aveva conosciuto e apprezzato Bontoux quando era nunzio apostolico a Vienna. La banca nel 1881 finanziò con 100 milioni di FF la costruzione della prima linea ferroviaria in Serbia, la Belgrado-Vranje. Acquistò compagnie assicurative, azioni, creò la Société lyonnaise des eaux et de l'éclairage (Società lionese delle acque e dell'illuminazione) e predispose il finanziamento di grandi opere in Nord Africa, in Austria Ungheria e nell'Impero ottomano.
Il successo dell'Union générale fu rapido e imponente; altrettanto veloce fu il crollo e quindi il fallimento, le cui cause sono ancora oggetto di discussione.  La vicenda della banca è giudicata uno dei primi esempi di bolla speculativa: il valore delle azioni, fissato alla borsa di Lione a 3050 FF il 4 gennaio 1882, scese a 1300 FF il 19 gennaio e a 540 FF il 31 gennaio, nonostante l'acquisto massivo di azioni da parte della stessa Union générale. Il 4 gennaio 1882 il governo austro-ungarico aveva rifiutatto all'Union générale il permesso per la creazione di una Banca marittima di Trieste. Qualche anno dopo Bontoux, il quale fu condannato a 5 anni di carcere, scrisse un memoriale nel quale diede la colpa del fallimento alla guerra mossagli dai Rothschild e da altri finanzieri ebrei; il fallimento dell'Union générale, oltre alle intuibili conseguenze economiche disastrose per gli investitori, contribuì a diffondere una forma populista e anticapitalista di antisemitismo. Ha commentato lo storiografo Jean Bouvier:
(Jean Bouvier, Op.cit., p. 185)